# Ballade of Ballade
『Ballade of Ballade』（バラード・オブ・バラード）は、1997年11月1日に発売された德永英明初のバラード・ベスト・アルバム。

## 解説
1986年～1997年の間に発売された全楽曲からバラード曲だけを収載した2枚組、全24曲からなる初のバラード・ベスト・アルバム。

## リリース変遷
オリジナル盤はバンダイ・ミュージックエンタテインメント（以下、バンダイ）からの発売だったが、德永がキングレコード移籍後、2000年のバンダイの解散を受け、同年6月24日にキングレコードから再発売。その後、德永は活動休止。そして活動再開後、ユニバーサルミュージックに移籍、2003年2月27日に2度目の再発売。以降、一般の小売店ではユニバーサル盤が陳列されている。なおジャケットと収録音源は、上記3レコード会社共に同じ内容であるが、ブックレット内の歌詞カードのデザインは、それぞれのレコード会社によって異なっている。

## 収録曲
全作曲：德永英明（特記以外）
| #   | タイトル                              | 作詞       | 作曲・編曲 | 編曲     |
| --- | ------------------------------------- | ---------- | ---------- | -------- |
| 1.  | 「最後の学園祭」                      | 篠原仁志   |            | 椎名和夫 |
| 2.  | 「9月のストレンジャー」               | 秋谷銀四郎 |            | 奥慶一   |
| 3.  | 「心の中はバラード」                  | 篠原仁志   |            | 奥慶一   |
| 4.  | 「BIRDS」                             | 大津あきら |            | 川村栄二 |
| 5.  | 「さよならの水彩画」                  | 大津あきら |            | 武部聡志 |
| 6.  | 「輝きながら…」(作曲：鈴木キサブロー) | 大津あきら |            | 川村栄二 |
| 7.  | 「ため息のステイ」                    | 川村真澄   |            | 川村栄二 |
| 8.  | 「風のエオリア」                      | 大津あきら |            | 瀬尾一三 |
| 9.  | 「Melody-永遠の鍵-」                  | 大津あきら |            | 瀬尾一三 |
| 10. | 「最後の言い訳」                      | 麻生圭子   |            | 瀬尾一三 |
| 11. | 「恋人」                              | 德永英明   |            | 瀬尾一三 |
| 12. | 「君の青」                            | 篠原仁志   |            | 瀬尾一三 |

| #   | タイトル                      | 作詞                             | 作曲・編曲 | 編曲     |
| --- | ----------------------------- | -------------------------------- | ---------- | -------- |
| 1.  | 「僕の時計」                  | 篠原仁志                         |            | 瀬尾一三 |
| 2.  | 「Myself 〜風になりたい〜」   | 大津あきら                       |            | 瀬尾一三 |
| 3.  | 「壊れかけのRadio」           | 德永英明                         |            | 瀬尾一三 |
| 4.  | 「道標」                      | 篠原仁志                         |            | 国吉良一 |
| 5.  | 「LOVE IS ALL」               | 德永英明                         |            | 佐藤準   |
| 6.  | 「恋の花」                    | 德永英明                         |            | 德永英明 |
| 7.  | 「僕のそばに」                | 德永英明                         |            | 国吉良一 |
| 8.  | 「永遠の果てに」              | 山田ひろし                       |            | 国吉良一 |
| 9.  | 「未来飛行」                  | 德永英明                         |            | 国吉良一 |
| 10. | 「SMILE」                     | 德永英明 島谷美衣 山田ひろし [a] |            | 門倉聡   |
| 11. | 「太陽がいっぱい」            | 山田ひろし                       |            | 国吉良一 |
| 12. | 「Rainy Blue 〜1997 Track〜」 | 大木誠                           |            | 瀬尾一三 |

備考：
- ^a補作詞

## 品番
- APCA-9006(オリジナル盤)
- KICS-806/7(キングレコード盤)
- UMCK-1133/4(ユニバーサル盤)